# ジェイク・ウッドフォード
ジェイコブ・ロバート・ウッドフォード（Jacob Robert Woodford, 1996年10月28日 - ）は、アメリカ合衆国フロリダ州ピネラス郡セントピーターズバーグ出身のプロ野球選手（投手）。右投右打。MLBのアリゾナ・ダイヤモンドバックス所属。

## 経歴

### プロ入り前
ヘンリー・B・プラント高等学校時代は、チームメイトにカイル・タッカーがいた。

### プロ入りとカージナルス時代
2015年のMLBドラフト1巡目戦力均衡ラウンドA（全体39位）でセントルイス・カージナルスから指名され、プロ入り。なお、契約しない場合はフロリダ大学へ進学の予定であった。契約後、傘下のルーキー級ガルフ・コーストリーグ・カージナルスでプロデビュー。8試合（先発5試合）に登板して1勝0敗1セーブ、防御率2.39、21奪三振を記録した。
2016年はA級ピオリア・チーフスでプレーし、21試合に先発登板して5勝5敗、防御率3.31、82奪三振を記録した。
2017年はA+級パームビーチ・カージナルスでプレーし、23試合（先発21試合）に登板して7勝6敗、防御率3.10、72奪三振を記録した。
2018年はAA級スプリングフィールド・カージナルスとAAA級メンフィス・レッドバーズでプレーし、2球団合計で28試合に先発登板して8勝13敗、防御率4.90、101奪三振を記録した。
2019年はAAA級メンフィスでプレーし、26試合に先発登板して9勝8敗、防御率4.15、131奪三振を記録した。オフの11月20日にルール・ファイブ・ドラフトでの流出を防ぐために40人枠入りした。
2020年は7月28日にメジャー初昇格を果たし、8月15日のシカゴ・ホワイトソックスとのダブルヘッダー第2試合でメジャーデビュー。この年は12試合（うち1試合は先発）に登板して1勝無敗、防御率5.57、12奪三振を記録した。
2021年シーズンは26試合（先発8試合）に登板して3勝4敗と負け越した一方、いずれも前年を上回る防御率3.99、50奪三振を記録した。
2022年シーズンは27試合（先発1試合）に登板して4勝無敗、防御率2.23、24奪三振を記録した。特に防御率はここまでのキャリアハイであった。
2023年シーズンは15試合（先発8試合）に登板して2勝3敗と2年ぶりに負け越した。防御率も6.23と悪化した。また、29個の三振を奪った。同年オフの11月17日にノンテンダーFAとなった。

### ホワイトソックス時代
2024年1月10日にシカゴ・ホワイトソックスとマイナー契約を結んだ。5月28日に負傷者リスト入りしたマイク・クレビンジャーと代わりアクティブ・ロースター入りした。6月9日にFAとなった。

### パイレーツ時代
2024年6月10日にピッツバーグ・パイレーツとマイナー契約を結び、翌11日に傘下のAAA級インディアナポリス・インディアンスに配属された。その後、7月30日に負傷者リスト入りしたカルメン・ムジンスキーらと入れ替わってジャレン・ビークスと共にメジャー昇格を果たした。昇格後は7試合に登板するも勝星なしの6敗、防御率7.09の成績で9月19日にDFAとなり、レギュラーシーズン終了後の10月2日にFAとなった。この年は9試合（先発7試合）に登板して勝星なしの6敗、防御率7.97、26奪三振と振るわなかった。

### ロッキーズ傘下時代
2025年1月12日にコロラド・ロッキーズとマイナー契約を結び、同年のスプリングトレーニングには招待選手として参加したが、3月23日に自らオプトアウトを選択して自由契約となった。

### ヤンキース傘下時代
2025年3月24日にニューヨーク・ヤンキースとマイナー契約を結び、4月1日にAAA級スクラントン・ウィルクスバリ・レイルライダースに配属されたが、メジャーに昇格する機会が無いまま6月1日に再びオプトアウトを選択して自由契約となった。

### カブス傘下時代
2025年6月5日にシカゴ・カブスとマイナー契約を結び、同日中にAAA級アイオワ・カブスに配属された。ただ、ここでもメジャーに昇格する機会は一度も無く7月1日に三たびオプトアウトを選択して自由契約となった。

### ダイヤモンドバックス時代
2025年7月2日にアリゾナ・ダイヤモンドバックスとメジャー契約を結び、同日にDFAとなったカイル・ネルソンと入れ替わる形でアクティブ・ロースター入りした。

## 詳細情報

### 年度別投手成績
| 年 度    | 球 団    | 登 板 | 先 発 | 完 投 | 完 封 | 無 四 球 | 勝 利 | 敗 戦 | セ 丨 ブ | ホ 丨 ル ド | 勝 率 | 打 者 | 投 球 回 | 被 安 打 | 被 本 塁 打 | 与 四 球 | 敬 遠 | 与 死 球 | 奪 三 振 | 暴 投 | ボ 丨 ク | 失 点 | 自 責 点 | 防 御 率 | W H I P |
| -------- | -------- | ----- | ----- | ----- | ----- | -------- | ----- | ----- | -------- | ----------- | ----- | ----- | -------- | -------- | ----------- | -------- | ----- | -------- | -------- | ----- | -------- | ----- | -------- | -------- | ------- |
| 2020     | STL      | 12    | 1     | 0     | 0     | 0        | 1     | 0     | 0        | 0           | 1.000 | 85    | 21.0     | 20       | 7           | 5        | 0     | 0        | 16       | 1     | 0        | 13    | 13       | 5.57     | 1.19    |
| 2021     | STL      | 26    | 8     | 0     | 0     | 0        | 3     | 4     | 0        | 0           | .429  | 293   | 67.2     | 66       | 7           | 25       | 0     | 8        | 50       | 2     | 0        | 32    | 30       | 3.99     | 1.34    |
| 2022     | STL      | 27    | 1     | 0     | 0     | 0        | 4     | 0     | 0        | 1           | 1.000 | 188   | 48.1     | 43       | 1           | 11       | 1     | 1        | 24       | 3     | 0        | 13    | 12       | 2.23     | 1.12    |
| 2023     | STL      | 15    | 8     | 0     | 0     | 0        | 2     | 3     | 0        | 0           | .400  | 222   | 47.2     | 61       | 11          | 22       | 0     | 3        | 29       | 3     | 0        | 34    | 33       | 6.23     | 1.74    |
| 2024     | CWS      | 2     | 2     | 0     | 0     | 0        | 0     | 2     | 0        | 0           | .000  | 46    | 8.1      | 15       | 2           | 5        | 0     | 1        | 7        | 0     | 0        | 10    | 10       | 10.80    | 2.40    |
| 2024     | PIT      | 7     | 5     | 0     | 0     | 0        | 0     | 4     | 0        | 0           | .000  | 121   | 26.2     | 33       | 4           | 4        | 0     | 2        | 19       | 2     | 0        | 27    | 21       | 7.09     | 1.39    |
| '24計    | PIT      | 9     | 7     | 0     | 0     | 0        | 0     | 6     | 0        | 0           | .000  | 167   | 35.0     | 28       | 6           | 9        | 0     | 3        | 26       | 2     | 0        | 37    | 31       | 7.97     | 1.63    |
| MLB：5年 | MLB：5年 | 89    | 25    | 0     | 0     | 0        | 10    | 13    | 0        | 1           | .435  | 955   | 219.2    | 238      | 32          | 72       | 1     | 15       | 145      | 11    | 0        | 129   | 119      | 4.88     | 1.41    |

- 2024年度シーズン終了時

### 年度別打撃成績
| 年 度    | 球 団    | 試 合 | 打 席 | 打 数 | 得 点 | 安 打 | 二 塁 打 | 三 塁 打 | 本 塁 打 | 塁 打 | 打 点 | 盗 塁 | 盗 塁 死 | 犠 打 | 犠 飛 | 四 球 | 敬 遠 | 死 球 | 三 振 | 併 殺 打 | 打 率 | 出 塁 率 | 長 打 率 | O P S |
| -------- | -------- | ----- | ----- | ----- | ----- | ----- | -------- | -------- | -------- | ----- | ----- | ----- | -------- | ----- | ----- | ----- | ----- | ----- | ----- | -------- | ----- | -------- | -------- | ----- |
| 2020     | STL      | 12    | 0     | 0     | 0     | 0     | 0        | 0        | 0        | 0     | 0     | 0     | 0        | 0     | 0     | 0     | 0     | 0     | 0     | 0        | .000  | .000     | .000     | .000  |
| 2021     | STL      | 26    | 20    | 18    | 0     | 2     | 0        | 0        | 0        | 2     | 0     | 0     | 0        | 2     | 0     | 0     | 0     | 0     | 9     | 0        | .111  | .111     | .111     | .222  |
| MLB：2年 | MLB：2年 | 80    | 20    | 18    | 0     | 2     | 0        | 0        | 0        | 2     | 0     | 0     | 0        | 2     | 0     | 0     | 0     | 0     | 9     | 0        | .111  | .111     | .111     | .222  |

- 2024年度シーズン終了時

### 年度別守備成績
| 年 度 | 球 団 | 投手（P） | 投手（P） | 投手（P） | 投手（P） | 投手（P） | 投手（P） |
| 年 度 | 球 団 | 試 合     | 刺 殺     | 補 殺     | 失 策     | 併 殺     | 守 備 率  |
| ----- | ----- | --------- | --------- | --------- | --------- | --------- | --------- |
| 2020  | STL   | 12        | 2         | 1         | 0         | 0         | 1.000     |
| 2021  | STL   | 26        | 3         | 9         | 1         | 1         | .923      |
| MLB   | MLB   | 38        | 5         | 10        | 1         | 1         | .938      |

- 2021年度シーズン終了時

### 背番号
- 40（2020年 - 2023年）
- 46（2024年）
- 41（2025年 - ）